# Den förvandlade Messias
Den förvandlade Messias – Jesus Barabbas II, från 1932, är den tredje boken av Hjalmar Söderberg som handlar om religionskritik. Den har ett vetenskapligt upplägg och en tydlig akademisk profil. Albert Bonniers Förlag gav ut denna bok i en mindre upplaga än vad Söderberg hade önskat. De två tidigare religionskritiska böckerna var Jahves eld (1918) och Jesus Barabbas (Ur löjtnant Jägerstams memoarer) (1928). Även en fjärde bok, Hjärtats oro (1909), har några avsnitt med religionskritik.
I detta verk för Söderberg fram sin uppfattning, att Jesus och Barabbas var en och samma person – en karismatisk rebell – och att korsfästelsen därför inte ägt rum. 

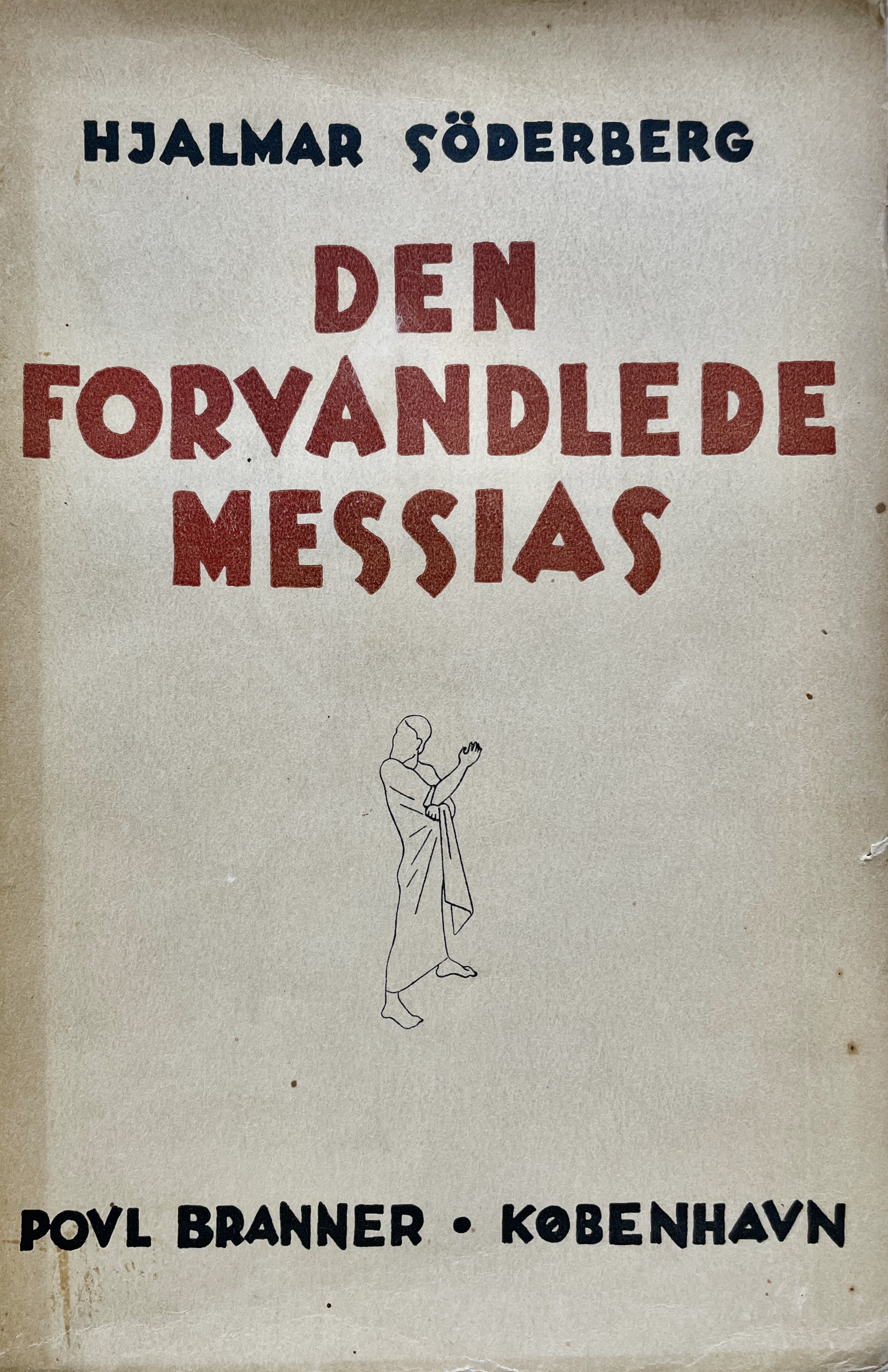
Den danska översättningen Den forvandlede Messias gavs ut i Köpenhamn 1933, på Povl Branners Forlag.

## Handling
Den förvandlade Messias handlar om religionskritik, polemik och apologetik. Boken är en genomförd vetenskaplig framställning. Teorin är, att Jesus Kristus skulle ha varit samma person som den frigivne rövaren och påstådde frihetshjälten Jesus Barabbas. Söderbergs religionhistoriska forskningar, som blev bestridda av fackmännen, väckte endast sporadisk resonans hos en och annan läsare. Ebbe Linde skrev skådespelet Senapskornet (1934) som en protest mot den likgiltighet, som i allmänhet mötte boken.
Den förvandlade Messias kan beskrivas som en fackhistorisk fördjupning av romanen Jesus Barabbas. Söderberg nalkas här Jesus med religionshistorikerns ögon och analyserar texterna om Jesus som en samling antika dokument. Söderbergs första hypotes är att Jesus och Jesus Barabbas ("faderssonen") var samma person, och att Jesus inte korsfästes utan släpptes fri. Den andra hypotesen är att Jesus stod i spetsen för en messiansk frihetsrörelse mot romarväldet, och att han var en upprorsman som ville befria judarna för att återupprätta den judiska staten. Analysen av texterna om Jesus visar även på hur de traditionella uppfattningarna om honom ser ut. Det handlar om hur lite som blir kvar av gestalten Jesus om man textkritiskt nagelfar uttalandena i evangelierna och rensar bort sådant som sannolikt inte kan ha sagts av den historiske Jesus, utan som lagts i hans mun av den tidiga kristna kyrkan.

## Bakgrund, produktion och betydelse
Den förvandlade Messias: Jesus Barabbas II är i dubbel bemärkelse Hjalmar Söderbergs bortglömda verk. Det är den enda av Hjalmar Söderbergs böcker som inte blivit utgiven på nytt under 1900-talet, sedan den kom ut på Albert Bonniers Förlag 1932. Det dröjde ända till 2007 innan en ny lätt reviderad version av boken gavs ut på Förlaget Anomali med förord av Martin Olsson. Boken har ändå en plats och position i den svenska sekulariseringens historia. Den förvandlade Messias är en levande exeges i avhandlingsform, som ställer frågan om vem Jesus egentligen var. Trots den vetenskapliga formen genomsyras verket av Hjalmar Söderbergs vitt erkända stilistiska förmåga, vilket gör läsningen av boken intressant. 
Den förvandlade Messias kan ses som en fortsättning av Jesus Barabbas, där Söderberg i skönlitterär form presenterar tesen att Jesus Kristus och Jesus Barabbas var en och samma person. Den förvandlade Messias håller hög vetenskaplig kvalité. I belysning av senare forskning i ämnet kan man ge Hjalmar Söderberg både beröm och kritik för hans undersökning och slutsatser, men ämnet som behandlas är fortsatt aktuellt. Vad är den historiska sanningen om Jesus och vad är kristendomens mytskapande omtolkningar, som förvandlat personen Jesus till den evangeliske Jesus? Den förvandlade Messias är inte bara till för den med intresse för religionshistoria, utan även till alla som är intresserade av Söderbergs senare författarskap.

## Mottagande

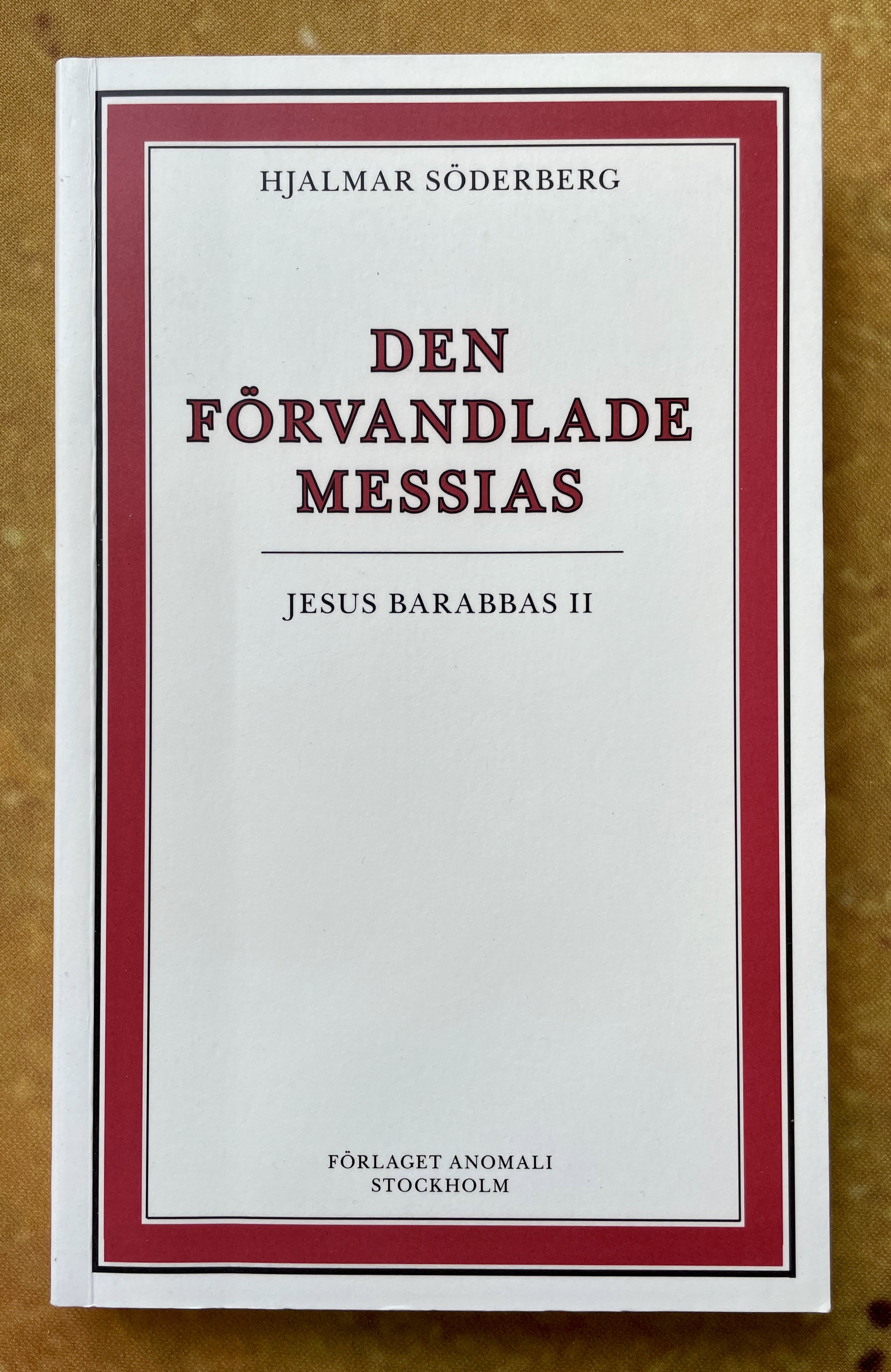
Den förvandlade Messias kom ut i en svensk utgåva på nytt 2007.

Söderbergs religionskritik väckte upprörda känslor bland såväl prästerskap som allmänhet. Ärkebiskop Nathan Söderblom menade, att detta verk av Söderbergs penna tillhörde ”de böcker man förbigår med tystnad”.
Boken väckte starka protester när den gavs ut 1932, även om det inte var fråga om sådana angrepp som föranleddes fyra år tidigare vid av utgivningen av Jesus Barabbas.